# Berkan Emir
Berkan Emir (İzmit, 6 febbraio 1988) è un calciatore turco, difensore del Narlıdere Belediyesi.

## Carriera
Ha giocato nella prima divisione turca.

## Palmarès

### Club

#### Competizioni nazionali
- TFF 2. Lig: 1

Kahramanmaraşspor: 2012-2013 (gruppo rosso)